# Rodungsinseln im Reichswald
Rodungsinseln im Reichswald este o arie protejată (arie specială de conservare — SAC, sit de importanță comunitară — SCI) din Germania întinsă pe o suprafață de 44,36 ha, integral pe uscat.

## Localizare
Centrul sitului Rodungsinseln im Reichswald este situat la coordonatele 49°26′16″N 11°15′39″E / 49.4378°N 11.2608°E.

## Înființare
Situl Rodungsinseln im Reichswald a fost declarat sit de importanță comunitară în noiembrie 2004 pentru a proteja un număr necunoscut de specii din flora spontană și fauna sălbatică aflate în arealul zonei. Situl a fost protejat și ca arie specială de conservare în aprilie 2016.

## Biodiversitate
Situată în ecoregiunea continentală, aria protejată conține 1 habitat natural: Fânețe de joasă altitudine (Alopecurus pratensis, Sanguisorba officinalis).
La baza desemnării sitului se află un număr nedeclarat de specii protejate.